# روشن شاه‌مرادوف
روشن شاه‌مرادوف (ترکی آذربایجانی: Rövşən Şahmuradov؛ زادهٔ ۱۱ مهٔ ۱۹۹۹) بازیکن فوتبال است.